# کیل کاپ
کیل کاپ (انگلیسی: Kyle Copp؛ زادهٔ ۱ نوامبر ۱۹۹۶) بازیکن فوتبال است.
از باشگاه‌هایی که در آن بازی کرده‌است می‌توان به باشگاه فوتبال یئوویل تاون اشاره کرد.
وی همچنین در تیم ملی فوتبال Wales U17 بازی کرده‌است.